# Pico do Alpanaque
O Pico do Alpanaque também conhecido como Pico do Gualpanar é uma elevação portuguesa de origem vulcânica localizada no Concelho da Praia da Vitória, interior da ilha açoriana da Terceira, arquipélago dos Açores.
Este acidente montanhoso encontra-se geograficamente localizado na parte Noroeste da ilha Terceira, eleva-se a 588 metros de altitude acima do nível do mar e encontra-se intimamente relacionado com Maciço Montanhoso do Pico Alto do qual faz parte.
Localiza-se nas imediações o Algar do Carvão e das Furnas do Enxofre.
Esta formação geológica localizada no Centro da ilha Terceira tem escorrimento de águas pluviais para o interior da ilha e deve a sua formação geológica a escorrimentos lávicos predominantemente em direcção ao Sul da ilha.
Este conjunto montanhoso é formador de parte importante do interior montanhoso da ilha eleva-se em diferentes cotas de altitude, tendo como ponto mais elevado nas proximidades o Algar do Carvão a 691 metros e o Pico da Terra Brava a 718 acima do nível do mar.

## Referência
- Mapa dos Açores, Série Regional, 5º Edição ISBN 978-989-556-071-4
- Áreas Ambientais dos Açores, Edição da Secretaria Regional do Ambiente e do Mar, Governo Regional dos Açores ISBN 972-9171-12-2